# 清東陵

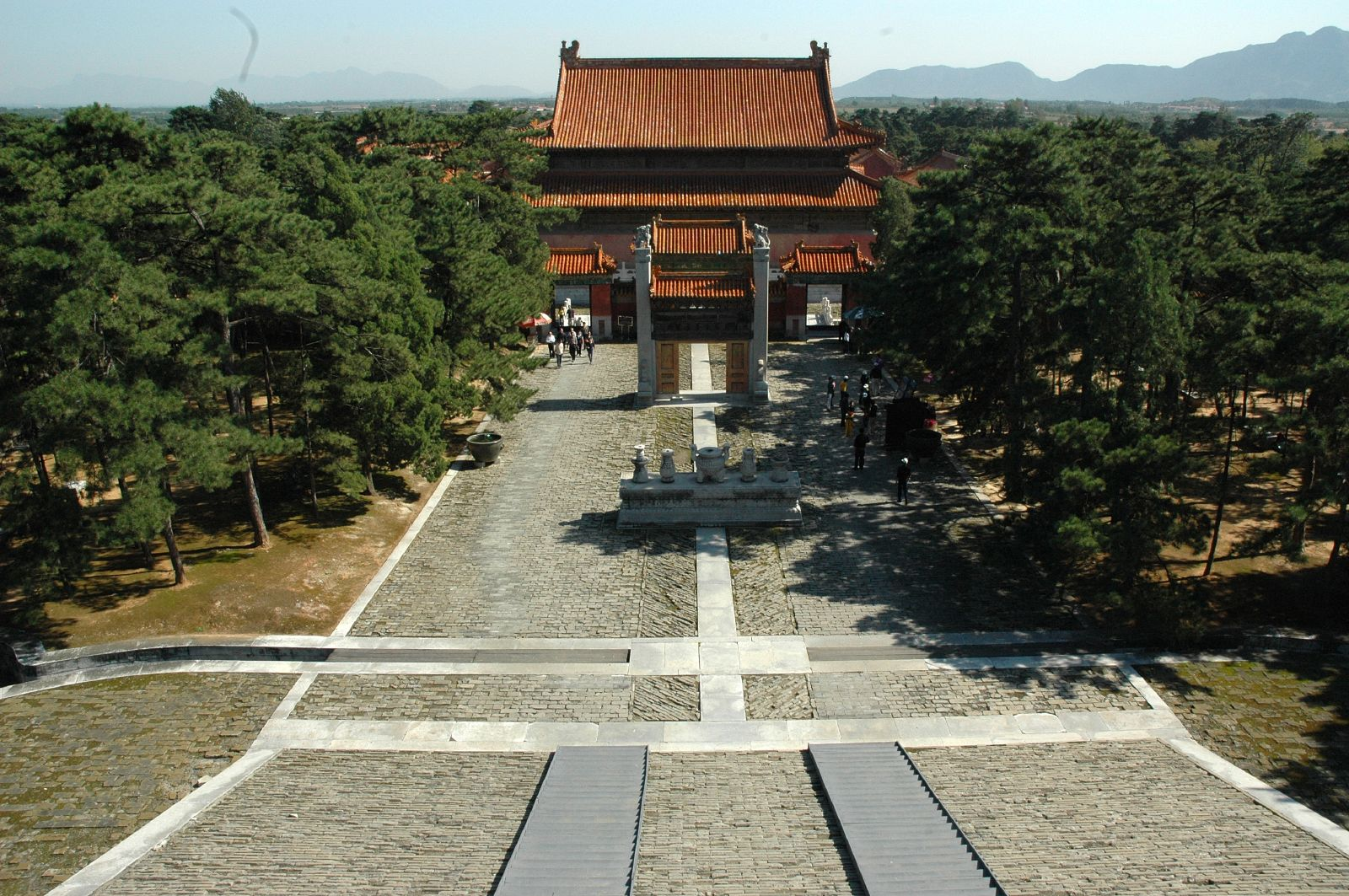
清東陵

清東陵（しんとうりょう、満洲語: ᡩᡝᡵᡤᡳ
ᡝᡵᡤᡳ
ᠮᡠᠩᡤᠠᠨ、転写：dergi ergi munggan）は、中国河北省唐山市遵化市にある清朝の歴代皇帝や皇后たちの陵墓群。

## 概要
清朝の入関後最初の皇帝となった順治帝の孝陵を中心に、康熙帝の景陵、乾隆帝の裕陵、咸豊帝の定陵、同治帝の恵陵など5人の皇帝の陵墓がある他、孝荘文皇后の昭西陵、東太后の普祥峪定東陵、西太后の菩陀峪定東陵などの皇后陵や側室のための妃園寝などがある。河北省易県の清西陵とともに清朝皇帝の大規模陵墓が造営された。
1961年に中華人民共和国の全国重点文物保護単位に指定。2000年にユネスコの世界遺産に登録された。中国の5A級観光地（2015年認定）。

## 東陵事件
1928年7月1日、国民党の軍閥孫殿英の軍隊により略奪されるという東陵事件が起きる。その中でも乾隆帝の裕陵と西太后の定東陵は、墓室を暴かれ徹底的な破壊と略奪を受けた。盗掘の知らせを聞いた溥儀は国民政府に強く抗議したが、孫殿英は政府高官に賄賂を送ったために何ら処罰されることはなく、溥儀を大いに憤慨させた。